# Daniel Fernando López
Daniel Fernando López Rojas (6 marzo 1969) è un ex calciatore cileno, di ruolo difensore.

## Competizioni internazionali
- Coppa Interamericana: 1

Universidad Católica: 1994